# Placa de Kula

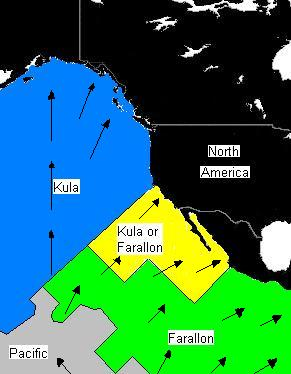
Distribución de placas 64–74 Ma (el negro representa la superficie terrestre actual).

La placa de Kula era una placa tectónica que comenzó un proceso de subducción a medida que Pangea se separaba durante el período Jurásico. Existía una zona de conjunción triple entre la placa de Kula al norte, la placa Pacífica al este y la placa de Farallón al oeste. Finalmente, la placa se hundió debajo de la placa Norteamericana, pero se pudo inferir su existencia a partir de las anomalías magnéticas existentes en la placa Pacífica.
Cuando la dorsal entre la placa de Farallón y la placa de Kula se encontraba en el área en el que hoy se encuentran los estados estadounidenses de Washington y Oregón, se formaron estructuras de basalto que conforman hoy la península Olímpica en la costa oeste de Washington.